# Волта Мантована
Волта Мантована (итал. Volta Mantovana) је насеље у Италији у округу Мантова, региону Ломбардија.
Према процени из 2011. у насељу је живело 4491 становника. Насеље се налази на надморској висини од 109 м.

## Становништво
| 1931. | 1936. | 1951. | 1961. | 1971. | 1981. | 1991. | 2001. | 2011. |
| ----- | ----- | ----- | ----- | ----- | ----- | ----- | ----- | ----- |
| 5.166 | 5.302 | 5.590 | 5.245 | 5.395 | 5.802 | 5.867 | 6.628 | 7.298 |